# Regard des Petites-Rigoles
Le regard des Petites-Rigoles est un regard, un ouvrage permettant l'accès à une canalisation, situé dans le 20e arrondissement de Paris, en France.

## Localisation
Le regard est situé sur les parcelles 81 et 82 du cadastre parisien du 20e arrondissement entre la rue de l'Ermitage et la rue des Cascades, dans le 20e arrondissement de Paris.

## Historique
Le regard date du XVIIe siècle.
L'édifice est inscrit au titre des monuments historiques en 1929. Cette inscription est modifiée en classement en même temps que le reste des eaux de Belleville en 2006.
Initialement adossé à la pente naturelle du terrain, il est ensuite enterré sous une usine, les Établissements Kemmler, atelier de décolletage des métaux : il faut soulever un tampon circulaire de type « égouts » et descendre par un puits à échelons pour le voir ,. Lorsque l'usine ferme en 2005, la parcelle fait l'objet d'un combat mené par des associations de quartier afin de la réunir avec la friche voisine et d'en faire un jardin. L'idée de dégager le regard émerge et la ville de Paris achète donc ce terrain pour y aménager le nouveau Jardin des Petites-Rigoles et y effectue des terrassements afin de révéler le regard, qui réapparaît en 2018.